# Тед Гарпер
Тед Гарпер (англ. Ted Harper, 22 серпня 1901, Ширнесс — 22 червня 1959) — англійський футболіст, що грав на позиції нападника, зокрема за «Блекберн Роверз» і «Шеффілд Венсдей», а також національну збірну Англії.

## Клубна кар'єра
У дорослому футболі дебютував 1923 року виступами за команду «Блекберн Роверз», в якій провів чотири сезони, взявши участь у 144 матчах чемпіонату.  Більшість часу, проведеного у складі «Блекберн Роверз», був основним гравцем атакувальної ланки команди. У складі «Блекберн Роверз» був одним з головних бомбардирів команди, маючи середню результативність на рівні 0,74 гола за гру першості. В сезоні 1925/26 встановив на той час рекорд результивності Першого дивізіону Футбольної ліги за сезон, забивши 43 голи у чемпіонаті.
Протягом 1927–1929 років захищав кольори «Шеффілд Венсдей», допомігши команді здобути титул чемпіона Англії в сезоні 1928/29.
Згодом з 1929 по 1933 рік грав у складі команд «Тоттенгем Готспур» та «Престон Норт-Енд», а завершив ігрову кар'єру у «Блекберн Роверз», у складі якої починав свого часу виступи на полі. Повернувся до неї 1933 року, захищав її кольори до припинення виступів на професійному рівні у 1934.

## Виступи за збірну
17 квітня 1926 року провів одну гру в складі національної збірної Англії.
Помер 22 червня 1959 року.

## Титули і досягнення
- Чемпіон Англії (1):

«Шеффілд Венсдей»: 1928/29
- Найкращий бомбардир Футбольної ліги Англії (1): 1925/26 (43 голи)